# 滋賀県立湖南高等学校
滋賀県立湖南高等学校（しがけんりつこなんこうとうがっこう）
- 現在の滋賀県大津市にある滋賀県立瀬田工業高等学校と、草津市にある滋賀県立草津高等学校が、1949年度に統合された時の校名（瀬田工業は統合前は瀬田高校）。1955年度に分離した[1]。統合〜分離までの湖南高校の農業課程は、県立草津高校（再分離）の農業科を経て、現在の滋賀県立湖南農業高等学校に引き継がれている。